# Stanisław Grzeszczuk
Stanisław Grzeszczuk (ur. 11 listopada 1934 w Krakowie, zm. 20 października 1999 tamże) – historyk literatury polskiej, księgoznawca, edytor. Zajmował się głównie literaturą staropolską i oświeceniową. W latach 1978–1981 dyrektor Biblioteki Jagiellońskiej.

## Życiorys
Był synem Stanisława Grzeszczuka, urzędnika, geodety i Heleny z Wosallów.
Uczęszczał do I Liceum Ogólnokształcącego im. B. Nowodworskiego w Krakowie. Po zdaniu matury w 1952 studiował filologię polską na Uniwersytecie Jagiellońskim, w 1956 uzyskał magisterium. W tym samym roku został asystentem w Katedrze Historii Literatury Polskiej UJ, a w 1959 członkiem Komisji Historycznoliterackiej Oddziału PAN w Krakowie.
W 1960 uzyskał tytuł doktora nauk humanistycznych na podstawie zbioru studiów o braciach – Krzysztofie i Łukaszu Opalińskich. Jego promotorem był Kazimierz Wyka. W 1966 na podstawie pracy Studia o literaturze sowiźrzalskiej uzyskał stopień doktora habilitowanego (praca wyróżniona w 1968 nagrodą Ministra Nauki i Szkolnictwa Wyższego). W 1973 został mianowany profesorem nadzwyczajnym Uniwersytetu Jagiellońskiego, a w 1984 otrzymał tytuł profesora zwyczajnego.
Współpracował również z Wyższą Szkołą Pedagogiczną w Rzeszowie (w latach 1967–1992) i Uniwersytetem Śląskim (od 1995 r. kierował Zakładem Nauk Pomocniczych Instytutu Bibliotekoznawstwa i Informacji Naukowej UŚ). W 1994 założył w Instytucie Filologii Polskiej UJ Katedrę Edytorstwa i Nauk Pomocniczych, którą kierował.
W latach 1967–1974 pełnił funkcję wicedyrektora, a w latach 1978–1981 dyrektora Biblioteki Jagiellońskiej. W latach 1969–1975 był redaktorem Biuletynu Biblioteki Jagiellońskiej.
Artykuły i recenzje ogłaszał w wielu pismach naukowych, m.in. w „Pamiętniku Literackim”, „Przeglądzie Historycznym”, „Zeszytach Naukowych Uniwersytetu Jagiellońskiego”, „Ruchu Literackim”.
Został pochowany 25 października 1999 w części wojskowej cmentarza Rakowickiego w Krakowie (kwatera 4 woj.-III-12).

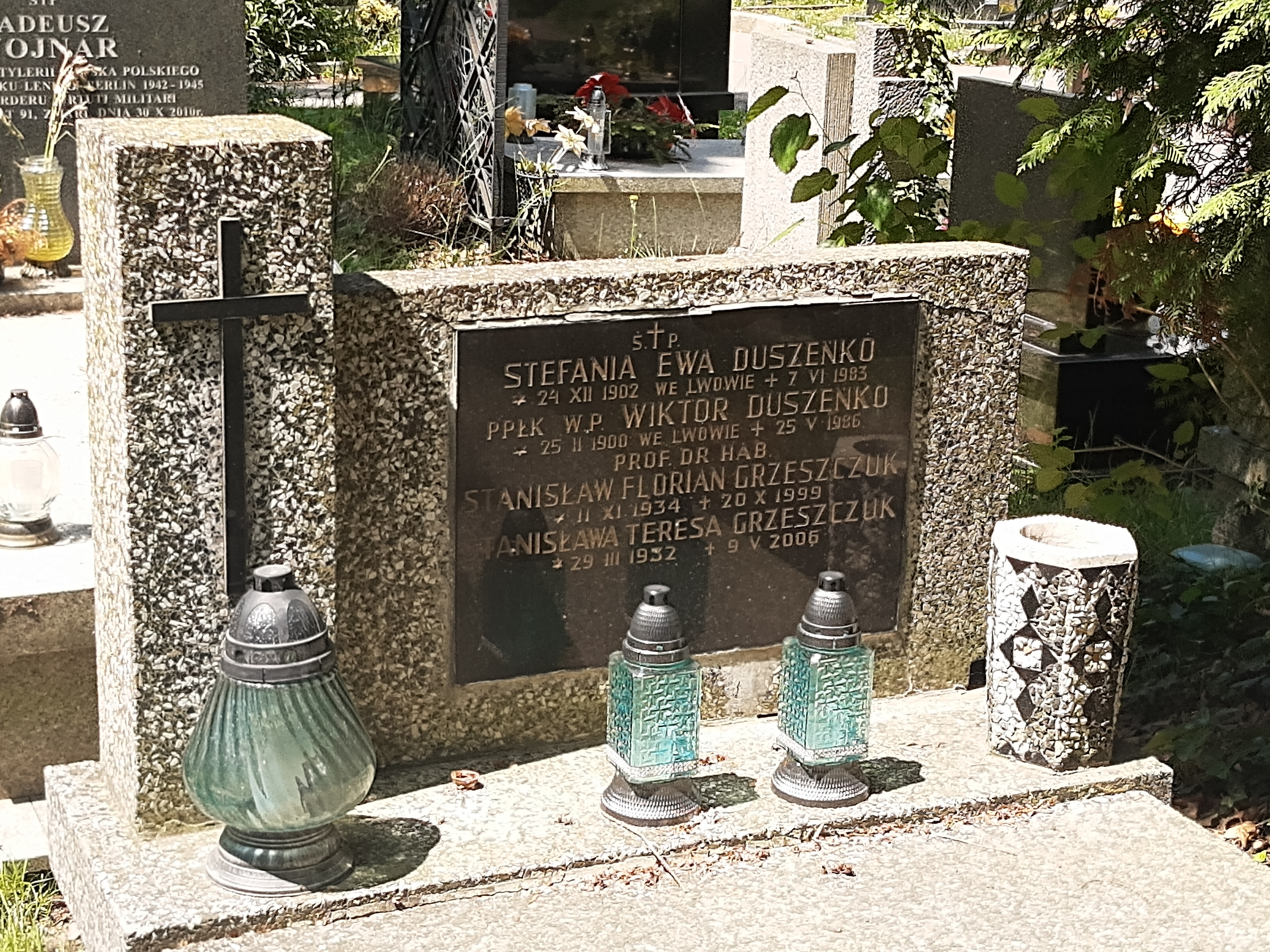
grób prof. Stanisława Grzeszczuka na Cmentarzu Rakowickim, w części wojskowej, przy ul. Prandoty w Krakowie

## Sprawowane stanowiska
- 1967–1974 – wicedyrektor Biblioteki Jagiellońskiej do spraw naukowych, wydawniczych i zbiorów specjalnych[3].
- 1978–1981 – dyrektor Biblioteki Jagiellońskiej[3].
- 1974–1978 – kierownik Zakładu (później Katedry) Bibliotekoznawstwa i Informacji Naukowej Instytutu Filologii Polskiej UJ[3].
- 1987–1990 – przewodniczący Komisji Historycznoliterackiej Oddziału PAN w Krakowie.
- 1994–1999 – kierownik Katedry Edytorstwa i Nauk Pomocniczych UJ.

## Ordery, nagrody i wyróżnienia
Wielokrotnie otrzymywał nagrody Ministra Nauki i Szkolnictwa Wyższego. Odznaczony również m.in. Krzyżem Kawalerskim Orderu Odrodzenia Polski (1977), Medalem Komisji Edukacji Narodowej.

## Wybrane publikacje
- O Satyrach Krzysztofa Opalińskiego. Próba syntezy, Wrocław 1961.
- Błazeńskie zwierciadło. Rzecz o humorystyce sowizdrzalskiej XVI i XVII wieku, Kraków 1970.
- W stronę Kochanowskiego. Studia, charakterystyki, interpretacje, Katowice 1981.
- Kochanowski i inni. Studia, charakterystyki, interpretacje, Katowice 1988.
- Między historią i bibliografią literatury staropolskiej. Studia, Rzeszów 1992.

Wybrane prace edytorskie:
- Ł. Opaliński, Wybór pism, Wrocław 1959 (BN I 172).
- A. Naruszewicz, Satyry, Wrocław 1962 (BN I 179).
- Antologia literatury sowizdrzalskiej, Wrocław 1966, 1985 (BN I 186).